# Лорен Алайна
Лорен Елейна (англ. Lauren Alaina) — американська кантрі-співачка, авторка і виконавмця. Краща нова кантрі-виконавиця 2012 року (American Country Awards).

## Біографія
Народилася 8 листопада 1994 року в м. Rossville в штаті Джорджія (США). У 2011 році стала фіналісткою 10 сезону телевізійного конкурсу American Idol. У 2012 році отримала American Country Awards як кращий новий виконавець року. Після цього вона виступала на кількох шоу, таких як The Tonight Show with Jay Leno, Live with Regis, Kelly та The Today Show. 8 червня 2011 Алайна з'явилася на церемонії CMT Music Awards, на одну з нагород якої була номінована.
Співачка брала участь у записі пісні «Are You Happy Now» — пісня з 10-го студійного альбому «Back to Us» кантрі-групи Rascal Flatts, який вийшов 19 травня 2017 року.

## Дискографія

### Студійні альбоми
| Назва                       | Деталі | Найвища позиція | Найвища позиція | Найвища позиція | Найвища позиція | Продажі       |
| Назва                       | Деталі | US Country      | US              | CAN             | UK Country      | Продажі       |
| --------------------------- | --- | --------------- | --------------- | --------------- | --------------- | ------------- |
| Wildflower                  | - Дата виходу: 11 листопада 2011 - Лейбл: Interscope/Mercury Nashville/19 - Формати: CD, цифрове завантаження | 2               | 5               | 22              | —               | - US: 303,000 |
| Road Less Traveled          | - Дата виходу: 27 січня 2017 - Лейбл: Interscope/Mercury Nashville/19 - Формати: CD, цифрове завантаження     | 3               | 31              | —               | 7               | - US: 23,300  |
| «—» не брав участі в чарті. | |                 |                 |                 |                 |               |

### Збірники
| Назва                                 | Деталі                                                                    | Найвища позиції | Найвища позиції | Найвища позиції | Продажі      |
| Назва                                 | Деталі                                                                    | US Country      | US              | US Indie        | Продажі      |
| ------------------------------------- | ------------------------------------------------------------------------- | --------------- | --------------- | --------------- | ------------ |
| American Idol Season 10:Lauren Alaina | - Дата виходу: 24 травня 2011 - Лейбл: 19 - Формати: цифрове завантаження | 9               | 42              | 6               | - US: 17,000 |

#### Сингли
| Рік                         | Сингл                   | Найвища позиція | Найвища позиція    | Найвища позиція | Найвища позиція | Найвища позиція | Продажі       | Альбом             |
| Рік                         | Сингл                   | US Country      | US Country Airplay | US              | CAN Country     | CAN             | Продажі       | Альбом             |
| --------------------------- | ----------------------- | --------------- | ------------------ | --------------- | --------------- | --------------- | ------------- | ------------------ |
| 2011                        | «Like My Mother Does»   | 36              | 36                 | 20              | —               | 50              | - US: 398,000 | Wildflower         |
| 2011                        | «Georgia Peaches»       | 28              | 28                 | —               | —               | —               | - US: 189,000 | Wildflower         |
| 2012                        | «Eighteen Inches»       | 37              | 34                 | —               | —               | —               | - US: 39,000  | Wildflower         |
| 2013                        | «Barefoot and Buckwild» | 34              | 56                 | —               | —               | —               | - US: 28,000  | Неальбомний сингл  |
| 2015                        | «Next Boyfriend»        | 39              | 43                 | —               | —               | —               | - US: 10,000  | Road Less Traveled |
| 2016                        | «Road Less Traveled»    | 8               | 1                  | 67              | 3               | —               | - US: 203,524 | Road Less Traveled |
| 2017                        | «Doin' Fine»            | 43              | 27                 | –               | –               | –               |               | Road Less Traveled |
| 2018                        | «Ladies in the '90s»    | –               | 46                 | –               | –               | –               | - US: 5,000   |                    |
| «—» не брав участі в чарті. |                         |                 |                    |                 |                 |                 |               |                    |

## Нагороди та номінації
| Рік  | Асоціація                          | Категорія                                              | Результат | Примітки |
| ---- | ---------------------------------- | ------------------------------------------------------ | --------- | -------- |
| 2012 | CMT Music Awards                   | USA Breakthrough Video of the Year — «Georgia Peaches» | Номінація | [ 19 ]   |
| 2012 | Teen Choice Awards 2012            | Choice Female Country Artist                           | Номінація | [ 20 ]   |
| 2012 | Teen Choice Awards 2012            | Choice TV: Female Reality Star (American Idol)         | Номінація | [ 20 ]   |
| 2012 | Inspirational Country Music Awards | Inspirational video — «Like My Mother Does»            | Номінація | [ 21 ]   |
| 2012 | American Country Awards            | New Artist of the Year                                 | Перемога  | [ 3 ]    |
| 2017 | ACM Awards                         | Best Female New Artist                                 | Номінація | [ 22 ]   |
| 2017 | Radio Disney Music Awards          | Country Best New Artist                                | Номінація | [ 23 ]   |
| 2017 | CMT Music Awards                   | Breakthrough Video of the Year — «Road Less Traveled»  | Перемога  | [ 24 ]   |
| 2017 | CMT Music Awards                   | Female Video of the Year — «Road Less Traveled»        | Номінація | [ 24 ]   |
| 2017 | CMT Music Awards                   | Social Superstar                                       | Номінація | [ 24 ]   |
| 2017 | Music Row Awards                   | Breakthrough Artist Writer of the Year                 | Перемога  | [ 25 ]   |